# Hermitaget
För andra betydelser av Hermitage se Eremitage (olika betydelser)
Hermitaget är en berättelse av Carl Jonas Love Almqvist. Den ingår i band II av den så kallade duodesupplagan av Törnrosens bok, vilken utkom 1833. På titelbladet anges genrebeteckningen ”Romaunt i Tolf Böcker”, och berättelsen kan klassificeras som en roman (medan ”Böcker” närmast motsvarar kapitel). Berättelsen utspelar sig på medeltiden, trots vissa avsiktligt anakronistiska inslag, och handlingen bygger till viss del på Erikskrönikan. 